# Masacre de polacos en Volinia
La masacre de Volinia fue una limpieza étnica que el Ejército Insurgente Ucraniano (Ukrainska Povstanska Ármiya, o UPA) y otros grupos armados llevaron a cabo en 1943 y 1944 en la región de Volinia (hoy parte de Ucrania) durante la Segunda Guerra Mundial. La mayoría de los asesinatos se produjeron en el verano y otoño de 1943.

## Antecedentes
Polonia recobró la independencia tras la Primera Guerra Mundial. El gobierno polaco de Józef Piłsudski había apoyado con fuerza la idea de una Ucrania independiente como estado más o menos subordinado que sirviera como mínimo de tapón frente a los soviéticos (ver Międzymorze). El ejército polaco y las fuerzas de la República Popular Ucraniana lucharon contra el Ejército Rojo bolchevique al precio de ceder a Polonia la proclamada independiente República Nacional de Ucrania Occidental y sometida a la fuerza por los polacos. Al final de la guerra polaco-soviética de 1920-1921, la alianza fue rota con la firma de la Paz de Riga: el apoyo polaco a la independencia ucraniana terminó, a la vez que se incorporaron territorios con población ucraniana a Polonia. Como consecuencia de la Paz de Riga, entre ambas guerras mundiales, Volinia y otras zonas de población ucraniana quedan bajo administración polaca con el nombre de Voivodato de Volinia (1921-1939).

### Opresión a la minoría ucraniana durante laSegunda República Polaca
El gobierno polaco prometió autonomía local en los territorios ocupados predominantemente por ucranianos. Sin embargo, con el abandono de la Federación Międzymorze de Józef Piłsudski y el aumento del nacionalismo polaco promovido por Roman Dmowski, la política del gobierno polaco cambió radicalmente. Se impuso una polonización de la población, lo que implicó la supresión de la lengua, cultura y religión de la población ucraniana.
En 1926, el ministro polaco de educación y asuntos religiosos, Antoni Sujkowski, convocó una conferencia para tratar las soluciones del creciente problema ucraniano. Como resultado se adoptó el “Programa de Volinia”, una política gubernamental tendente a la asimilación de Volinia. En esa época se estableció también la administración fronteriza “Sokalski”, encargada de impedir la difusión de literatura ucraniana, correo, periódicos y movimiento de personas desde Galitzia, antigua provincia del Imperio austrohúngaro culturalmente más educada, a pesar de estar también en territorio polaco y adyacente.
En este periodo, entre cien y trescientos mil colonos polacos se establecieron en Volinia con el patrocinio del Estado polaco. Aunque la mayoría de la población local era ucraniana, prácticamente todos los puestos del funcionariado, incluida la policía local, se asignaron a polacos.
Los polacos suprimieron el sistema educativo ucraniano, reduciendo el número de escuelas en lengua ucraniana de 400 a 8. La enseñanza superior se hizo inaccesible para los ucranianos en Polonia. En 1938 se matricularon en las escuelas secundarias de Volinia solo 344 ucranianos (el 14 %), mientras que los polacos fueron 2599. De los 80 ucranianos que se licenciaron para seguir estudios superiores, solo 3 fueron aceptados entre 1938 y 1939. Como resultado de ello, muchos ucranianos se vieron forzados a seguir su educación en instituciones en el exterior, como la Universidad Libre Ucraniana en Checoslovaquia o el Colegio Pedagógico Drahománov, entre otras.
La vida religiosa ucraniana sufrió una represión significativa. En tiempos del Imperio ruso, los ucranianos de Volinia eran principalmente ortodoxos orientales, parte de la Iglesia ortodoxa rusa. Después de la guerra polaco-soviética, con la amplia persecución de la Iglesia ortodoxa rusa en la Unión Soviética, los contactos entre las parroquias y el Patriarcado de Moscú se restringieron. El Patriarcado Ecuménico asumió la dirección de la mayor parte de los fieles, incluso aquellos en Polonia, y se constituyó la Iglesia ortodoxa polaca. A pesar de ello, se destruyeron al menos 190 iglesias ortodoxas y otras 150 se transformaron a la fuerza al Rito católico latino, considerablemente diferente al de la Iglesia greco-católica ucraniana de la vecina Galitzia, que se adhirió al rito bizantino, el cual no difiere de los usados por los cristianos ortodoxos.
Sin embargo, el antagonismo entre ucranianos y polacos siguió en aumento con la introducción de una política de pacificación. Las turbas de la juventud patriótica polaca quemaron las bibliotecas ucranianas y las sala de lecturas, actos que frecuentemente quedaban impunes por la pasividad de la policía polaca. Los jóvenes polacos estaban organizados en “strzelcy” paramilitares locales y aterrorizaban a la población ucraniana con el pretexto de mantener la ley y el orden. Henryk Józewski, gobernador del Voivodato de Volinia en la década de 1930, en principio se expresó a favor de la autonomía ucraniana, pero fue destituido de su puesto en 1938. Durante la década de 1930 tales acciones fueron en aumento y se volvieron cada vez más intensas, aunque no se produjeran muchas muertes.

### Hechos de 1939 a 1941
A lo largo de septiembre de 1939, después del estallido de la Segunda Guerra Mundial y de acuerdo con el Pacto Ribbentrop-Mólotov, la Alemania Nazi ocupó la parte occidental y la Unión Soviética la oriental de Polonia. Volinia quedó bajo ocupación soviética.
Los soviéticos inmediatamente comenzaron a eliminar a las “clases burguesas” medias y altas, que en su mayoría estaban compuestas por polacos. Se asesinaron y deportaron a Siberia a familias enteras. Las deportaciones privaron a los polacos de Volinia de sus líderes. En 1940, más de veinte mil oficiales polacos fueron asesinados en la Masacre de Katyn y en las Masacres de Járkov. La población polaca de Volinia se quedó sin negociadores o líderes para poder oponerse a los nacionalistas ucranianos en el futuro.
Dos años después, en junio de 1941, la Alemania Nazi invadió la Unión Soviética. Durante la Operación Barbarroja, Volinia fue ocupada por los nazis. Cada cambio sucesivo de autoridades generó cambios políticos y detenciones.
Para proteger sus intereses, los ucranianos iniciaron la formación de grupos de resistencia que terminaron siendo ejércitos guerrilleros.

## Masacres

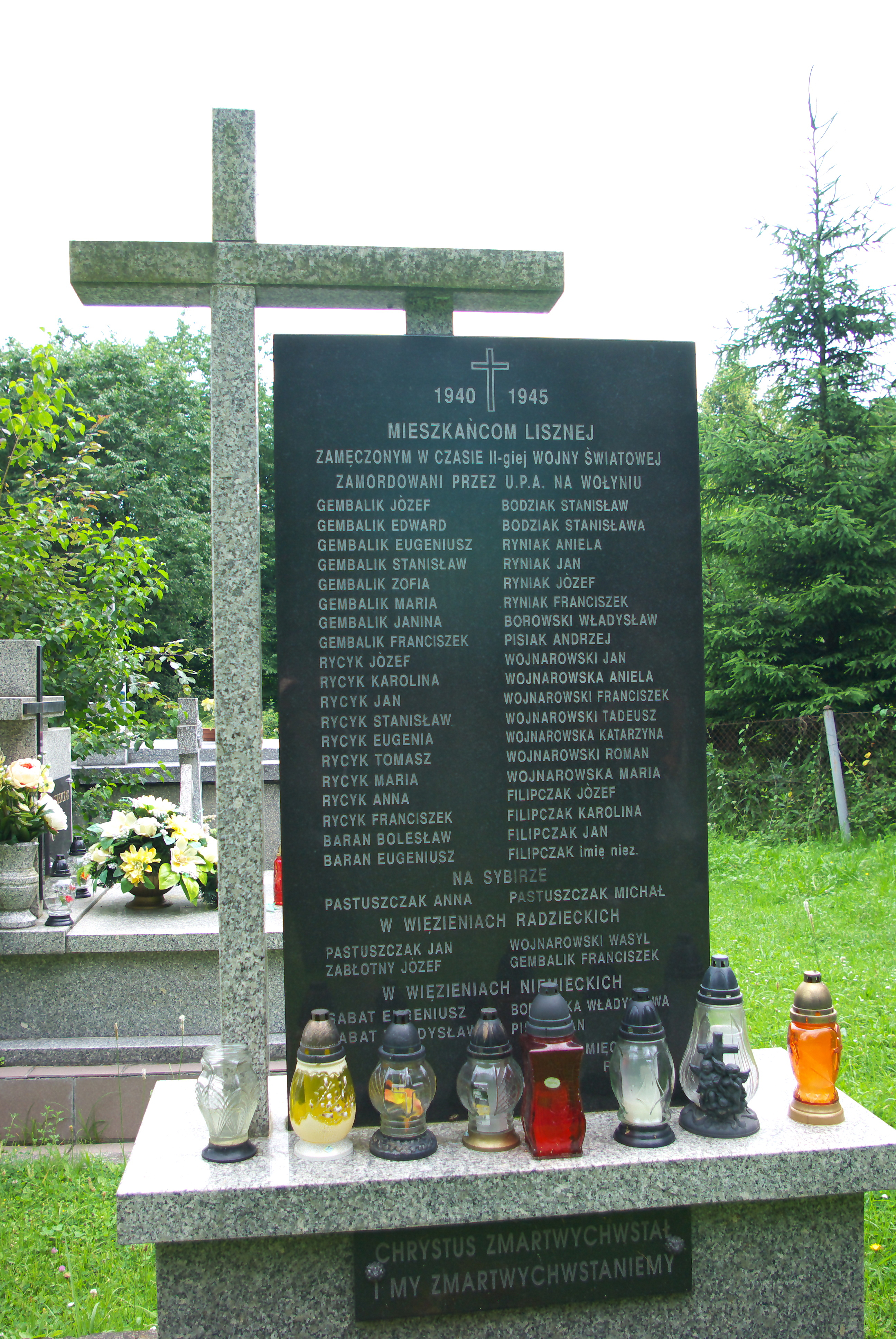
Liszna, Polonia

### Inicio
En 1942 los elementos locales del Ejército Insurgente Ucraniano (UPA) empezaron a atacar a la minoría polaca, en un esfuerzo de “limpiar” Volinia. El primer ataque conocido se llevó a cabo el 13 de noviembre de 1942 en el pueblo de Oborkin en el óblast de Lutsk, donde las unidades ucranianas asesinaron a 50 polacos. Sin embargo, la mayoría de polacos de Volinia consideraron este hecho como un incidente aislado y resultado de bandas desorganizadas de bandidos, que difícilmente volvería a ocurrir. El catedrático Wladyslaw Filar del Instituto Nacional Polaco de la Memoria, que presenció las masacres, afirmó que era imposible establecer si estos hechos habían sido planeados. No hay documentación probatoria de que el UPA-OUN tomase la decisión de exterminar polacos en Volinia.
El 9 de febrero de 1943, el asentamiento polaco de Parosle, en el distrito de Sarny, fue atacado y 173 polacos fueron asesinados. En marzo de 1943, unos 5000 policías ucranianos tomaron sus armas y huyeron hacia los bosques de Volinia. El profesor de Historia en la Universidad de Yale Timothy Snyder escribió que este hecho marcó el inicio de las operaciones a gran escala del UPA. En la noche del 22 y 23 de abril, los grupos ucranianos atacaron el asentamiento modelo de Janowa Dolina, matando a 600 personas y quemando todo el pueblo. Los pocos que sobrevivieron fueron los que encontraron refugio en familias ucranianas amigas, como la familia Karwan. Estas acciones fueron llevadas a cabo por muchas unidades y parecían bien coordinadas. Sin embargo, sería una exageración afirmar que las masacres tuvieron el apoyo general de los ucranianos, así como suponer que sin un amplio apoyo de los ucranianos locales, el llevarlas a cabo no hubiese sido posible.
Dos delegados del Gobierno de Polonia en el exilio, Zygmunt Rumel y Krzysztof Markiewicz,
junto con un grupo de representantes del Ejército Polaco, intentaron negociar con los líderes del UPA, pero al poco fueron asesinados (el 10 de julio de 1943, en el pueblo de Kustycze). En tres días, desde el 11 de julio, ocurrieron una serie de masacres, que muchos afirman que fueron las unidades del UPA que marchaban de pueblo en pueblo asesinando a civiles polacos.

### 11 de julio de 1943
En el luctuoso día del 11 de julio de 1943, unidades (que se atribuyen al UPA) rodean y atacan pueblos polacos y asentamientos en tres distritos: Kowel, Horochow y Wlodzimierz Wolynski. Los hechos se inician a las 3 de la mañana, y los polacos no tienen posibilidad de escape. Los ucranianos usaron todo tipo de armamento, hachas, sierras, cuchillos, martillos, etc. Después de las masacres, todos los pueblos polacos fueron quemados hasta los cimientos. De acuerdo con los pocos que sobrevivieron, toda la acción fue cuidadosamente preparada, y pocos días antes de las masacres hubo varias reuniones en los pueblos ucranianos, en los que el UPA le decía a los pobladores que la matanza de polacos era necesaria. En julio, el pueblo polaco de Gurow, con unos 480 habitantes, 70 sobrevivieron. En el asentamiento de Orzeszyn el UPA asesinó a 270 de los 340 polacos. En el pueblo de Sadowa solo sobrevivieron 20 de 600 polacos. En Zagaje, unos pocos de los 350 polacos. En septiembre, en el pueblo de Wola Ostrowiecka fueron asesinadas 529 personas, incluyendo a 220 niños de menos de 14 años; y en Ostrowki asesinaron a 438, incluyendo a 246 niños. En septiembre de 1992 se llevó a cabo la exhumación de estos pueblos.
Norman Davies En “No una Simple Victoria" da una corta pero impactante descripción de las masacres. Escribe que:

"Los judíos de la región habían sido asesinados por los Nazis. Por lo que en 1943-1944 la ira del UPA cayó sobre los indefensos polacos (...) Los pueblos fueron quemados. Los sacerdotes católicos romanos fueron despedazados o crucificados. Las iglesias quemadas con todos sus fieles. Las granjas aisladas fueron atacadas por bandas que portaban tridentes y cuchillos de cocina. Se cortaron muchas gargantas. Mujeres preñadas pasadas por la bayoneta. Niños que fueron cortados por la mitad. Hombres emboscados en los campos y trasladados. Los autores no podían determinar el futuro de la provincia, pero como mínimo, podían determinar que el futuro de la provincia sería sin polacos. Mataron a entre doscientos mil y medio millón. Paradójicamente, la URSS finalizó el trabajo del UPA. Los polacos supervivientes fueron repatriados (1944-1946), como lo fueron de las adyacentes Bielorrusia y Lituania. Fueron reemplazados por rusos. En 1991 la Ucrania Occidental es parte de la independiente República de Ucrania”.

Timothy Snyder describe los asesinatos:

“ Los partisanos ucranianos quemaban casas, disparaban y forzaban a permanecer dentro a aquellos que intentaban huir, y usaban hoces y tridentes para matar a los que se capturaban en el exterior. En algunos casos, decapitados, crucificados, desmembrados o cuerpos desentrañados eran mostrados, para conseguir que los polacos que quedaban huyesen”.

El historiador ucraniano de Lvov, Yuryi Kirichuk escribió que las masacres eran fruto de los tiempos históricos de Jarema Wisniowiecki y Maksym Krivonis. Las escenas que ocurrieron en los pueblos de Volinia, eran similares a las masacres de Nemirov (1648) y (1768). Era, en su opinión, una “guerra de campesinos”.
Sin embargo, en julio de 1943, los ucranianos atacaron 167 pueblos y aldeas. Esta ola de masacres duró 5 días, hasta el 16 de julio. También se puede afirmar que el UPA continuó con la limpieza étnica, en especial en las zonas rurales, hasta que la mayoría de polacos fueron deportados, asesinados o expulsados. Después de 1944, la cantidad de tales acciones estuvo limitada. En la Galitzia Oriental tuvieron lugar asesinatos masivos de polacos, principalmente en el área de Ternopil.
Adam Kruczek, historiador de la oficina de Lublin del Instituto Nacional para la Memoria afirma que las masacres de 1943 estuvieron organizadas en la zona occidental, empezando en marzo en los distritos de Kostopol y Sarny, en abril se trasladan al área de Krzemieniec, Rivne, Dubno y Lutsk. En julio, las masacres tuvieron lugar en los distritos de Kowel, Horozhow y Wlodzimierz Wolynski, y en agosto, en Luboml. También Kruczek escribe que los investigadores polacos consideran entre otras, la versión de que los ucranianos al principio planearon ahuyentar a los polacos, sin embargo, los acontecimientos se les fueron de las manos.

### Actitud soviética y alemana
El Ejército alemán y las fuerzas policiales ignoraron mayoritariamente los conflictos étnicos, ya que los alemanes estaban concentrados en la lucha contra el Ejército Rojo. Sin embargo, hay informes alemanes de provisiones de armas a ambas partes, tanto ucranianos como polacos. Se formaron unidades especiales alemanas con colaboracionistas ucranianos o policías polacos involucrados, y algunos de sus crímenes se atribuyeron al Ejército Interior Polaco o al UPA ucraniano.
Tanto las unidades alemanas como los partisanos soviéticos presentes en el área estaban bien informados de las masacres. El 25 de mayo de 1943, el comando soviético oculto en el área de Rivne envió un despacho al cuartel general: “En los últimos días se han dirigido importantes actividades de los nacionalistas ucranianos contra los polacos. Los nacionalistas llevan a cabo acciones de terror masivo y se debe resaltar que no disparan a los polacos, pero los matan con cuchillos y hachas, sin consideración de edad o sexo”.
El 25 de agosto de 1943, las autoridades ocupantes alemanas ordenan a todos los polacos dejar los pueblos y aldeas, y trasladarse a las ciudades grandes. Yuryi Kirichuk escribe que los alemanes indisponían unos contra otros. Erich Koch una vez dijo: “Tenemos que hacer todo lo posible porque los polacos, cuando se encuentren con los ucranianos, tengan el deseo de matarlos, y al contrario, que los ucranianos quieran matar a los polacos”. También Kirichuk resaltó que, cuando los polacos protestaron por las masacres, el comisionado alemán de Sarny respondió: “Vosotros queréis a Sikorski; los ucranianos a Bandera. Mataos unos a otros”.
La invasión soviética y nazi de preguerra del este de Polonia, la masacre de polacos por parte del UPA, y las expulsiones soviéticas de polacos después de la guerra, todo ha contribuido a la virtual eliminación de la presencia polaca en la región, ya que todos los sobrevivientes abandonaron Volinia en masa, la mayoría a la provincia vecina de Lublin.

## Masacres en Galitzia
A mediados de 1943 el conflicto se expandió a la vecina provincia de Galitzia, donde la presencia polaca era mayor, pero la mayoría de la población era ucraniana. De acuerdo con Kirichuk, el primer ataque a los polacos tuvo lugar en agosto de 1943, y probablemente fue realizado por unidades del UPA de Volinia. En respuesta, los polacos asesinaron algunos ucranianos prominentes, incluyendo al médico ucraniano Lastowiecky de Lvov, y el popular jugador de fútbol de Przemyśl, Wowczyszyn. Al final del verano, los actos terroristas que estaban ocurriendo en Galitzia Occidental tenían por objeto forzar a los polacos a asentarse en el lado occidental del río San, bajo el eslogan “Polacos detrás del San”. El número de víctimas es desconocido. Kirichuk estima que entre 10 y 12 mil polacos fueron asesinados en Galitzia.

## Número de bajas
El número exacto de víctimas civiles de las masacres permanece desconocido. Los historiadores estiman que la cifra puede estar entre los 35 y 60 mil solo en Volinia, mientras que las estimaciones totales de las víctimas polacas de la limpieza étnica en Ucrania varían entre 100 y 500 mil. Aparte de los polacos, los colonizadores checos también desaparecieron. El UPA no hizo distinciones con las familias mixtas, incluyendo a ucranianos (Piotrowski escribe que el OUN-UPA nacionalistas también habían asesinado a ucranianos, a aquellos que ayudaron a los polacos o cooperaron con las unidades soviéticas). La limpieza étnica se dirigió a la población rural desarmada, ya que el UPA no tenía presencia en las ciudades.
El lado polaco también se enzarzó en actos de venganza y brutalidad. Sin embargo, el número de víctimas ucranianas no está documentado. Algunos hechos relativos a las acciones del Ejército Interior Polaco dan como resultado el asesinato de unos 2 o 3 mil civiles ucranianos solo en Volnia, posiblemente sobre un total de 10-12 mil civiles ucranianos en la región. El número exacto no está documentado. Es posible que en estas cifras se incluyan ucranianos procedentes de familias mixtas. Actualmente aún se estudia la estimación real de las víctimas de cada lado.

## Reconciliación

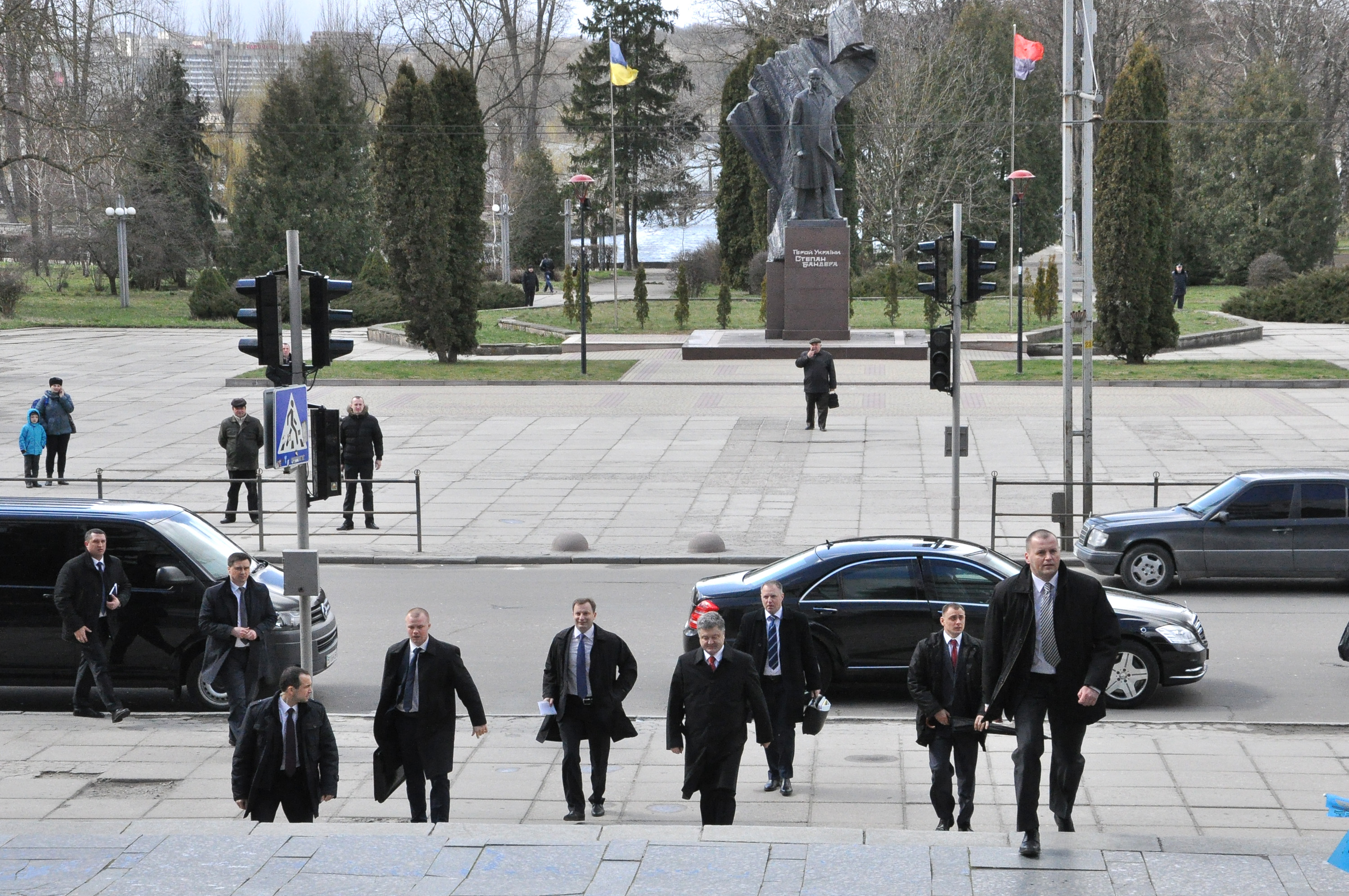
Monumento a Stepán Bandera en Ternópil, Ucrania

Se están llevando a cabo esfuerzos para la reconciliación entre polacos y ucranianos sobre estos trágicos sucesos. El Instituto Nacional Polaco de la Memoria está llevando a cabo extensas investigaciones, recopilando más de 10 mil páginas de documentos y protocolos. El lado polaco ha dado los primeros pasos para la reconciliación. En 2002, el presidente Aleksander Kwaśniewski expresó su pena sobre los programas de reubicación, conocidos como Operación Vístula (Operación Wisla), afirmando que la “Operación Vístula fue la venganza de la carnicería de polacos por parte del Ejército Insurgente Ucraniano” en 1943-1944”
El gobierno ucraniano no ha emitido disculpa alguna. El 11 de julio de 2003, el presidente Aleksander Kwasniewski y Leonid Kuchma asistieron a la ceremonia llevada a cabo en la aldea de Pavlivka en Volinia (antes llamada Poryck). Inauguraron el monumento a la reconciliación, pero el presidente Kuchma no ofreció ninguna disculpa. Los ucranianos cambiaron, sin previo aviso, la inscripción del monumento, a pesar de lo anteriormente acordado con los polacos. Después, los ucranianos emitieron una disculpa por el error de traducción y prometieron rectificarla. Asimismo, el anterior jefe de la Verkhovna Rada Volodýmyr Lytvýn rechazó cualquier llamamiento para que el Estado ucraniano se disculpase por las masacres de 1943 en Volinia.
El presidente polaco remarcó que es injusto condenar a toda la nación ucraniana por tales actos de terror: "No puede condenarse a la nación ucraniana por las masacres perpetradas contra la población polaca. No hay naciones culpables... Siempre es gente específica la responsable de los crímenes".

## En la cultura popular
- Volinia (Wołyń), 2016.